# スケルトン・キー
『スケルトン・キー』（原題：The Skeleton Key）は、2005年制作のアメリカ合衆国のホラー映画。イアン・ソフトリー監督、ケイト・ハドソン主演。日本では劇場未公開。

## あらすじ
看護士のキャロラインは、老婦人のヴァイオレットと脳梗塞で全く身動きが出来ない夫のベンが住む古い屋敷に住み込みで働くことになった。不思議なことに、その屋敷には鏡が一つもなく、至る所に魔よけのレンガ屑が撒いてあった。
働き始めて間もなく、キャロラインはベンから「助けて欲しい」とSOSを出される。不審に思った彼女は、呪術に詳しい友人のジルに話を聞き、どうやらベンは、ヴァイオレットの呪術によって呪われているらしいと感じる。
キャロラインは何とかしてベンを助け出し、屋敷からも脱出しようとするが、その前にヴァイオレットが立ちはだかる。彼女はこの地に伝わる古呪術“フードゥー”の使い手だったのだ。さらに、昔この屋敷ではある惨劇が起こっていた。

## キャスト
- キャロライン：ケイト・ハドソン（吹替：吉田陽子）
- ヴァイオレット：ジーナ・ローランズ（吹替：竹口安芸子）
- ベン：ジョン・ハート（吹替：水内清光）
- ルーク：ピーター・サースガード（吹替：内田夕夜）
- ジル：ジョイ・ブライアント（吹替：田村聖子）